# Dan vrgoračkih jagoda
Dan vrgoračkih jagoda je poljoprivreni i kulturni festival koji se održava u Vrgorcu u svibnju svake godine u kojem se obilježava berba jagoda koja započinje u travnju. Tokom ovog festivala organiziranju se razne kulturne manifestacije i igre, dok lokalni proizvođači nude svoje proizvode i prerađevine od jagoda. U okolici Vrgorca ima oko više od 1,5 milijuna sadnica jagoda koje se beru za lokano i izvozna tržišta. Dani Vrgoračkih jagoda jedna je od niza festivala jagoda koji se održavaju u Hrvatskoj. Drugi poznati festivali su: Dani Zagrebačkih jagoda koji se održava u lipnju, te festivali u Velikoj Gorici, Vinkovicma, Prelogu, Crikvenici.